# ひんやり夏みかんゼリー

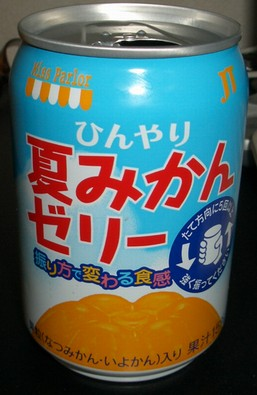
ひんやり夏みかんゼリー 270g缶

ひんやり夏みかんゼリー（ひんやりなつみかんぜりー）は、日本たばこ産業株式会社（JT）が1995年に発売した清涼飲料水である。

## 概要
果粒入り15%夏みかん果汁入りゼリー飲料である。
商品名の通り、中身はゼリーであり、縦方向に5回以上振って飲むようパッケージに表示されているが振らずに開けるとゼリーが飲み口で詰まり、飲めなくなることがある。
また、振る回数が多いほど食感が柔らかくなり少ないほど固くなる。

## 歴史
- 1995年 - 発売。
- (中略)
- 2004年3月 - 内容量が240gから270gに増量してリニューアル[1]。
- 2004年10月 - リニューアルを行い、MissParlorブランドの商品となる[2]。
- 2006年3月 - パッケージデザインをリニューアル。
- 2015年9月 - ジェイティ飲料株式会社の事業撤退に伴い製造販売停止。